# Слухов протектор
Антифон пренасочва насам.  За музикалната форма вижте Антифон (музикална форма).
Слухови протектори или антифони (разг. предпазни наушници) представляват приспособление за предпазване на слуховата система на човека от външни въздействия като силен звук или студ. Обикновено се използват при работа в шумозамърсена среда (около самолети, при строително-ремонтни дейности, дърводобив и др.)

## Предназначение
Слуховите протектори са част от личните предпазни средства (ЛПС), които са задължителни при извършването на определени професионални дейности. Но могат да се използват и по индивидуално желание, когато става въпрос за хоби дейности – при ремонт в дома (работа с къртач) или работа в гаража (работа с машини за шлайфане). Предназначението на слуховите протектори е предотвратяване на трайни увреждания на слуха, настъпващи вследствие на ежедневно излагане условия с ниво на шум над 85 dB.

## Конструкция
Антифонът е изграден от черупка (корпус на наушника), в която е монтирана затихвателната вложка. По външния ръб на черупката се намира възглавничката, която осигурява комфорт при носене и плътно уплътняване около ушната мида. Съвременните протектори позволяват подмяна на компоненти и не са с фиксиран период на използване. Затихвателните вложки и възглавничките могат да бъдат подменени от потребителя, като препоръчителният период на подмяна на вложката е поне 2 пъти годишно, за да се осигури постоянно ниво на затихване, добро уплътняване, комфорт и хигиена.
Съществуват редица модели протектори, изработени от различни материали и пригодени за използване в различни шумови среди. Най-широко разпространените са протекторите за хоби нужди, които частично покриват и изискванията на някои производства, при които нивото на шум е сравнително ниско. При тях наушниците са запълнени със специална пяна. Специализираните протектори се проектират и изработват предимно за работа в горското стопанство (работа със самоходни или преносими машини с двигател с вътрешно горене), както и за производства с много високи нива на шум (машиностроителни заводи, чугунодобивни предприятия, подземни мини и т.н.). Те имат много добри характеристики на затихване и вложката на наушниците им е запълнена с пяна и течност, за да се получи по-добро филтриране на вредния шум.
Масово хоби е протекторите да се монтират на лента за глава (пластмасова или метална) и наподобяват стереослушалки. Някой от модификациите за горското стопанство са монтирани на носещ обръч, който пристяга около челото, слепоочията и тила. Това дава позволява на обръча да се монтират и предпазни маски, освен слухови протектори. Масово обаче за целите на горското стопанство и индустрията, протекторите се монтират чрез носачи на предпазна каска.

## Любопитно
Съвременните слухови протектори се произвеждат и тестват съгласно европейския стандарт EN 352-3, като параметрите, подлежащи на измервания и контрол, са: тегло; чуваеми честоти в Hz; средна стойност на затихване в dB; стандартно отклонение в dB.
За да има ефект от използването на слухови протектори и за да се гарантира и осигури предвиденият защитен ефект, е необходимо носенето на технически годни и пригодени за нивото на шума слухови протектори през 100% от времето, в което работещия се излага на шума. При 99% рязко се намалява защитният ефект, а при 90% вече няма гаранция за ефективна защита на слуха.